# Tusnad Cycling Team/Saison 2013
Dieser Artikel listet Erfolge und Fahrer des Radsportteams Tusnad in der Saison 2013 auf.

## Erfolge in der UCI Europe Tour
| Datum        | Rennen                                             | Kat. | Fahrer              |
| ------------ | -------------------------------------------------- | ---- | ------------------- |
| 11.–16. Juni | Gesamtwertung Serbien-Rundfahrt                    | 2.2  | Ivan Stević         |
| 22. Juni     | Moldawische Meisterschaft – Einzelzeitfahren       | CN   | Sergiu Cioban       |
| 22. Juni     | Moldawische Meisterschaft – Einzelzeitfahren (U23) | CN   | Nicolae Tanovitchii |
| 22. Juni     | Serbische Meisterschaft – Straßenrennen            | CN   | Ivan Stević         |
| 23. Juni     | Moldawische Meisterschaft – Straßenrennen          | CN   | Alexandr Braico     |
| 23. Juni     | Moldawische Meisterschaft – Straßenrennen (U23)    | CN   | Nicolae Tanovitchii |

## Zugänge – Abgänge
| Zugänge                        | Team 2012                                 | Abgänge                            | Team 2013              |
| ------------------------------ | ----------------------------------------- | ---------------------------------- | ---------------------- |
| Sergio Carrasco                | Andalucía                                 | Matija Kvasina                     | Gourmetfein Simplon    |
| Ivan Stević                    | Salcano-Arnavutköy                        | Krisztián Lovassy                  | Utensilnord Ora24.eu   |
| Nicolae Tanovitchii            | Start Cycling Team-Atacama Flowery Desert | Imre Török                         | Karriereende           |
| Árpád Cilip                    | Neoprofi                                  | Tamaș Csicsaky                     | Unbekannt              |
| Zoltán Sipos (ab 1. April)     | Neoprofi                                  | Jewgeni Gerganow                   | Unbekannt              |
| Oleg Berdos (ab 1. Juni)       | Utensilnord Named                         | Daniel Bogomilow Petrow            | Unbekannt              |
| Facundo Lezica (ab 25. August) | Neoprofi                                  | Marcel Ternovšek (bis 5. August)   | ARBÖ Rapso Knittelfeld |
|                                |                                           | Árpád Cilip (bis 5. August)        | Unbekannt              |
|                                |                                           | Nándor Lazăr (bis 5. August)       | Unbekannt              |
|                                |                                           | Arnold Lukács (bis 5. August)      | Unbekannt              |
|                                |                                           | Szabolcs Sebestyén (bis 5. August) | Unbekannt              |

## Mannschaft
| Name                | Geburtstag        | Nationalität |
| ------------------- | ----------------- | ------------ |
| Oleg Berdos         | 9. Juni 1987      | Moldau       |
| Alexandr Braico     | 5. März 1988      | Moldau       |
| Sergio Carrasco     | 17. Februar 1985  | Spanien      |
| Sergiu Cioban       | 7. März 1988      | Moldau       |
| Facundo Lezica      | 5. Februar 1992   | Argentinien  |
| Carol Eduard Novak  | 28. Juli 1976     | Rumänien     |
| Zoltán Sipos        | 15. Dezember 1991 | Rumänien     |
| Ivan Stević         | 12. März 1980     | Serbien      |
| Nicolae Tanovitchii | 23. Dezember 1993 | Moldau       |